# Cratere Haydn
Haydn è un cratere d'impatto presente sulla superficie di Mercurio, a 27,27° di latitudine sud e 71,45° di longitudine ovest. Il suo diametro è pari a 251 km.
Il cratere è stato battezzato dall'Unione Astronomica Internazionale in onore del compositore austriaco Franz Joseph Haydn.